# 마이 스토리 (텔레비전 프로그램)
《마이 스토리》(MY STORY)는 대한민국의 MBN에서 제작된 다큐멘터리 프로그램이다.

## 기획 의도
특별한 감동이 있는 스타들의 진솔한 이야기를 담는다.

## 방송 시간
| 방송 채널 | 방송 기간                        | 방송 시간            |
| --------- | -------------------------------- | -------------------- |
| MBN       | 2011년 12월 5일 ~ 2012년 4월 8일 | 매주 월요일 ~ 금요일 |

## 에피소드 목록

### 2011년
- 1회 (12.5 ~ 12.9) : 장서희
- 2회 (12.12 ~ 12.16) : 성동일
- 3회 (12.19 ~ 12.23) : 유키스
- 4회 (12.26 ~ 12.30) : 하춘화

### 2012년
- 5회 (1.2 ~ 1.6) : 주영훈
- 6회 (1.9 ~ 1.13) : 홍석천
- 7회 (1.16 ~ 1.20) : 김정태
- 8회 (1.23 ~ 1.27) : 바다
- 9회 (1.30 ~ 2.3) : 박준형
- 10회 (2.6 ~ 2.10) : 이하얀
- 11회 (2.13 ~ 2.17) : 이지훈
- 12회 (2.20 ~ 2.24) : 박완규
- 13회 (2.27 ~ 3.2) : 김종서
- 14회 (3.5 ~ 3.9) : 김혜연
- 15회 (3.12 ~ 3.16) : 윤택
- 16회 (3.19 ~ 3.23) : 강수지
- 17회 (3.26 ~ 3.30) : 박준규
- 18회 (4.7 ~ 4.8) : 혜은이

## 같이 보기
관련 항목
- 다큐멘터리 프로그램

방송 프로그램
- 다큐On, 시사직격 (KBS 1TV)
- 다큐멘터리 3일, 세상의 모든 다큐, 스타 인생극장 (KBS 2TV)
- 휴먼다큐 사람이 좋다 (MBC TV)
- 휴먼다큐 사노라면 (MBN)
- 스타다큐 마이웨이 (TV조선)
- 한국경제 오디세이 (MBC 표준FM)